# John Henry (folclore)
John Henry, conocido popularmente como "John Henry, the steel driving man" ("John Henry, el ferroviario"), es un héroe afroamericano (c. 1840 – c. 1870) que ha sido el tema central de numerosas canciones, historias, películas y novelas en el folclore estadounidense. Al igual que otros héroes folclóricos como Paul Bunyan, Pecos Bill e Iron John, John Henry sirvió de manera mítica como representación a un grupo particular de la clase trabajadora del siglo XIX.
Básicamente, la leyenda de John Henry el ferroviario sigue estas líneas: era un hombre de raza negra con gran contextura física, y trabajaba en las vías que estaban construyéndose durante la expansión hacia el oeste de la frontera estadounidense, en la época de la posguerra civil (y cuando ya los negros habían sido liberados). Con su gran martillo e inmensa fuerza fijaba los clavos de las vías y quebraba las rocas para construir túneles. No obstante, un día el jefe de la compañía llegó con una máquina martilladora a vapor que amenazaba con dejarlo a él y a todos sus compañeros sin sus puestos de trabajo. John Henry retó a su jefe a una carrera: si lograba fijar los clavos en las vías más rápido que la máquina, los puestos de trabajo se conservarían. John Henry logró ganar la carrera, pero hizo un esfuerzo tan grande que murió inmediatamente. Desde entonces quedó la leyenda de John Henry, el hombre que venció a la máquina, pero fundamentalmente, el ferroviario que se sacrificó por sus compañeros.

## Acerca del personaje
En la historia más popular de su vida, John Henry es nacido ya hecho todo un hombre con 8 pies de alto, y en su tercera semana de vida empezó a trabajar. Lo que más desea es ser el mejor trabajador en acero, en la construcción de ferrocarriles para atravesar las montañas del oeste. El problema en la historia, es que las máquinas eran más eficientes que los obreros. Como el poder de las máquinas seguía suplantando el poder de la fuerza bruta (usada en aquella época) el dueño del ferrocarril decide comprar una máquina, un martillo de vapor para poder ajustar mejor los rieles al suelo.
En un esfuerzo por salvar su trabajo y el de sus compañeros, John Henry reta al inventor de la máquina a una competencia: John Henry V.S. el martillo de vapor, en la cual el que terminara de martillear los rieles primero sería el ganador. Al final John Henry resulta ser el vencedor, pero en el proceso, este sufre un ataque cardíaco y muere. En otras versiones de la historia una vena en el cerebro le explota causándole la muerte. En una versión, sobrevive.
En descripciones modernas de su persona, es descrito martilleando clavos de ferrocarril con una maza. En las antiguas, se le representa preparando hoyos para colocar explosivos, parte del proceso de excavación de túneles ferroviarios.

## Opiniones
En casi todas las versiones de la historia, John Henry es un hombre afroamericano que sirve como héroe para toda la clase trabajadora estadounidense, representando su marginación al comienzo de los cambios producidos por el nacimiento de la Edad Contemporánea. Aunque el personaje haya o no haya sido basado en una persona real, John Henry se convirtió en un importante símbolo de todos los trabajadores. Su historia es vista como una ilustración de la lucha contra de los procesos tecnológicos, que ya eran evidentes en el siglo XIX. Algunos abogados laborales interpretan la leyenda ilustrando que hasta los más hábiles obreros de su tiempo son marginados cuando las compañías para las que trabajan se interesan más en la eficiencia y la producción que por la salud y la calidad de vida de sus empleados. Aunque John Henry demostró y se demostró a sí mismo ser mejor que la máquina, trabajó hasta la muerte y aun así fue reemplazado por la misma.
La leyenda de John Henry fue inspiración de labor organizacional y preservación de la cultura a lo largo del siglo XX.